# Væddeløber
Væddeløber (Chlorophytum comosum) er en plante i asparges-familien.
Væddeløber er en flerårig urt, som kan blive op til 60 cm høj. Røddene er fortykkede til jordstængler. Bladene er smalle, grundstillede og bliver 20–45 cm lange. De hvide blomster sidder på en 30–75 cm lang blomsterstængel. I enden af blomsterstænglerne dannes der småplanter, som får rødder og kan blive til en ny selvstændig plante. Frugten er en tredelt kapsel med sorte, flade frø.
Væddeløber vokser naturligt i tropiske og sydlige dele af Afrika. Kultivarer med hvidstribede blade er almindelige potteplanter.
- Blomstrende plante uden hvide striber
- Jordstængler
- Blomst af kultivaren 'Vittatum'
- Frugtkapsler
- Frø